# نسل پنجم شبکه مخابرات سیار
نسل پنجم شبکه مخابرات سیار یا ۵جی (به انگلیسی: 5G)، یا دقیق‌تر، نسل پنجم ارتباطات سیّار سلولی با سرعت بسیار بالا، هم‌اکنون جدیدترین نسل سیستم‌های ارتباطات سیار سلولی است که پس از نسل چهارم (4G) نسل پنجم شامل موج‌های باند بالا (بالای ۶ گیگاهرتز)، باند متوسط(۲ تا ۴٫۵ گیگاهرتز) و باند پایین (زیر ۳ گیگاهرتز) است. باند پایین فرکانسی نسل ۵ مشابه نسل چهارم است.
اولین تماس ماهواره‌ای 5G در آمریکا با موفقیت انجام شد
بنابر ادعای اپراتور AT&T اولین تماس ماهواره‌ای 5G در آمریکا ازطریق گوشی گلکسی S22 سامسونگ و با تلاش یکی از شرکت‌های زیرمجموعه این اپراتور انجام شده است.
شرکت AST SpaceMobile، در زمینه ارتباطات ماهواره‌ای فعالیت داشته که تحت‌ حمایت اپراتور AT&T، اولین تماس ماهواره‌ای 5G در آمریکا را به انجام رسانده است.
طبق ادعای اپراتور AT&T این نخستین مرتبه‌ای بوده که ارتباط 5G میان یک گوشی اصلاح‌نشده و ماهواره‌های موجود در مدار زمین ایجاد می‌شود.  
 به تازگی اولین تماس از راه نسل پنجم روی داد.

## اهداف
از اهداف نسل پنجم، افزایش سرعت انتقال داده تا ۲۰ گیگابایت بر ثانیه (یک گیگابایت بر ثانیه برای هر کاربر)، افزایش ظرفیت سرویس‌دهی به کاربران شبکه (کاربران بیشتر)، کاهش تأخیر شبکه و بهینگی بیشتر مصرف توان در تجهیزات شبکه و کاربر (مانند گوشی موبایل)، و نیز پشتیبانی از سرعت بیشتر کاربران در حال حرکت (مانند کاربر سوار بر اتومبیل در اتوبان یا قطارهای سریع‌السیر) تعریف شده‌است.
در این نسل باید حداقل یک میلیون کاربرِ ارتباطات پهن‌باند سیار در هر کیلومتر مربع بتوانند به شبکه متصل شوند و هر کاربر باید بتواند در شلوغ‌ترین حالت، حداقل سرعت ۱۰۰ مگابیت بر ثانیه را تجربه کند، که این در استاندارد نسل چهارم قید نشده بود. کاهش مصرف انٰرژی هم معیاری است که در این نسل به آن توجه شده‌است و دستگاه‌های فرستنده و گیرنده اپراتورها باید در ساعت کم مصرف به حالت صرفه‌جویی انرژی وارد شده و به سرعت فعال شوند که این معیار هم در نسل چهارم قید نشده بوده‌است. در نتیجه، نسل پنجم برای نمونه، امکان ارتباط به صورت رسانه جاری (streaming) در ساعات اوج مصرف از طریق مخابرات سیار را برای افراد فراهم می‌کند. همچنین، هدف عملیاتی دیگر آن بهبود پشتیبانی از ارتباطات ماشین با ماشین، یعنی اینترنت اشیا، با هزینه کمتر، مصرف باتری کمتر و تأخیر کمتر از نسل چهارم است.

## تاریخچه
در اوایل ۲۰۱۲، اتحادیه بین‌المللی مخابرات (ITU) تحت نظر سازمان ملل برنامه‌ای را برای توسعهٔ تیم ارتباطات بین‌المللی موبایلی (IMT) برای افق ۲۰۲۰ و فراتر از آن (IMT-2020) آغاز کرد. در نتیجه یک مسابقهٔ جهانی برای تعیین نسل پنجم (5G) شبکهٔ موبایل رسماً شروع شد. در سه سال بعد، این نسل شروع به شکل‌گیری کرد.
- شرکتهای مخابرات سیار ایرانی ایرانسل در حال حاضر این کار را انجام داده‌است.[۵]همراه اول نیز در تاریخ ۱۰اسفند سال ۱۳۹۹ اولین سایت 5G خود را در تهران راه اندازی کرد.[۶]
- هردو اپراتور ایرانسل و همراه اول در حال حاضر از باند 78 نسل پنج با فرکانس 3500 استفاده می‌کنند.[۷][۸]

## ویژگی‌ها
یک پیش‌نویس از سوی ITU-R دربارهٔ IMT-2020، سه ویژگی اصلی 5G را به عنوان سیستم موبایل پهن‌باندِ بهبودیافته تعریف می‌کند؛ ارتباطات پرشمار ماشینی (مانند اینترنت اشیاء)، بسیار قابل اطمینان و با تأخیر اندک. همچنین پیش‌نویس مشابهی به ملزومات این سناریوها از نظر شاخص‌های اجرایی مانند بازدهٔ طیف، تأخیر، چگالی ارتباط و ظرفیت ترافیکی ناحیه اشاره می‌کند.

## کاربردها در صنایع مختلف
تکنولوژی ۵G با ارائه‌ی پهنای باند بالا، تأخیر پایین و قابلیت اتصال هم‌زمان دستگاه‌های زیاد، امکانات جدیدی را در بخش‌های مختلف صنعتی فراهم کرده است. در اینجا به برخی از کاربردهای کلیدی ۵G در صنایع مختلف اشاره می‌کنیم:
۱. صنعت خودروسازی و حمل‌و‌نقل: ۵G امکان ارتباط بین خودروهای خودران و زیرساخت‌های شهری را فراهم می‌کند. این تکنولوژی با کاهش تأخیر در ارسال و دریافت داده‌ها، ایمنی و کارایی خودروهای خودران را بهبود می‌بخشد و امکان مدیریت هوشمندتر ترافیک را فراهم می‌آورد.
۲. صنعت سلامت: ۵G قادر است برای دستیابی به خدمات پزشکی از راه دور، مانند جراحی‌های راه دور و مانیتورینگ بیمار به صورت لحظه‌ای، فرصت‌های جدیدی را ایجاد کند. سرعت بالا و تأخیر پایین ۵G امکان دسترسی به داده‌های پزشکی با دقت بالا و در زمان واقعی را می‌دهد.
۳. صنایع تولیدی: در صنایع تولیدی، ۵G می‌تواند به اتوماسیون، کنترل و نظارت بهتر فرایندها کمک کند. این تکنولوژی امکان برقراری ارتباطات ماشین به ماشین (M2M) را تسهیل می‌بخشد و کارخانه‌های هوشمندتری را ایجاد می‌کند که در آنها ماشین‌ها می‌توانند به طور موثرتر و با دقت بالاتری کار کنند.
۴. کشاورزی: ۵G به فناوری‌هایی مانند زراعت دقیق کمک می‌کند که در آن داده‌های مربوط به وضعیت خاک، آب و هوا و سلامت گیاهان به صورت لحظه‌ای جمع‌آوری و تحلیل می‌شوند. این امر به کشاورزان اجازه می‌دهد تا منابع را بهینه‌سازی کنند و بهره‌وری را افزایش دهند.
۵. مدیریت شهری و زیرساخت‌ها: با استفاده از ۵G، شهرها می‌توانند زیرساخت‌های خود را بهبود ببخشند و خدمات شهری هوشمند مانند نظارت بر ترافیک، مدیریت زباله و روشنایی خیابان‌ها را ارتقا دهند. این فناوری اجازه می‌دهد که داده‌ها به صورت زنده جمع‌آوری شده و برای تصمیم‌گیری‌های به‌موقع و کارآمد مورد استفاده قرار گیرند.

## نگرانی‌ها

### بهداشتی
تاکنون تحقیقات گسترده‌ای برای بررسی تأثیرات بهداشتی ناشی از قرارگیری در معرض فناوری‌های بی‌سیم انجام شده است. نتایج این مطالعات حاکی از آن است که هیچ ارتباط قطعی بین این فناوری‌ها و بروز بیماری‌های خاص در انسان وجود ندارد. با این حال، عمده‌ی تحقیقات انجام‌شده بر روی طیف گسترده‌ای از فرکانس‌های رادیویی متمرکز بوده و مطالعات محدودی به‌طور خاص بر روی فرکانس‌های مورد استفاده در فناوری 5G انجام شده است. مکانیسم اصلی تعامل بین امواج رادیویی و بدن انسان، گرم‌شدن بافت‌های بدن است؛ اما سطح این گرمایش در فناوری‌های بی‌سیم فعلی بسیار ناچیز بوده و تأثیر قابل‌توجهی بر سلامت انسان ندارد. با افزایش فرکانس امواج، عمق نفوذ آن‌ها در بافت‌های بدن کاهش یافته و انرژی این امواج بیشتر در سطح پوست و چشم جذب می‌شود. بنابراین، تا زمانی که میزان کلی قرارگیری در معرض این امواج از حد مجاز تعیین‌شده توسط استانداردهای بین‌المللی فراتر نرود، انتظار نمی‌رود که این فناوری‌ها خطری جدی برای سلامت عمومی ایجاد کنند.
افزایش استفاده از میدان‌های رادیویی (RF) با فرکانس بالاتر از ۶ گیگاهرتز، به‌ویژه در شبکه تلفن همراه 5G، نگرانی‌هایی را در مورد اثرات احتمالی مضر آن بر سلامت انسان ایجاد کرده است. با این حال، میزان قرارگیری عموم مردم در معرض این امواج پایین‌تر از حد مجاز تعیین‌شده توسط کمیسیون بین‌المللی حفاظت در برابر پرتوهای غیر یونیزان (ICNIRP) است.
یک بررسی علمی توسط مجله نیچر (Nature) تحقیقات انجام‌شده در مورد اثرات بیولوژیکی و بهداشتی امواج RF با فرکانس بالاتر از ۶ گیگاهرتز را در سطوحی پایین‌تر از حد مجاز شغلی ICNIRP بررسی کرده است. این بررسی شامل ۱۰۷ مطالعه‌ی تجربی بود که اثرات مختلفی از جمله سمیت ژنی، تکثیر سلولی، بیان ژن، سیگنالینگ سلولی، عملکرد غشا و سایر اثرات را مورد بررسی قرار داد. نتایج این مطالعات به‌طور کلی قابل‌تکرار نبود و اکثر آن‌ها از روش‌های کم‌کیفیتی برای ارزیابی و کنترل قرار گرفتن در معرض امواج استفاده کرده‌اند. همچنین، امکان تأثیر گرمایش ناشی از جذب انرژی بالای RF در بسیاری از نتایج به‌دست‌آمده، منتفی نیست.
علاوه بر این، ۳۱ مطالعه‌ی اپیدمیولوژیک نیز در این بررسی مورد ارزیابی قرار گرفت که قرار گرفتن در معرض رادار (که از امواج RF با فرکانس بالاتر از ۶ گیگاهرتز مشابه 5G استفاده می‌کند) را بررسی کرده بودند. این مطالعات شواهد کمی در مورد اثرات بهداشتی مانند سرطان در اندام‌های مختلف، تأثیر بر باروری و سایر بیماری‌ها نشان دادند.
در مجموع، این بررسی هیچ مدرک قطعی مبنی بر مضر بودن امواج RF با فرکانس پایین‌تر از ۶ گیگاهرتز (مانند امواجی که در شبکه‌ی 5G استفاده می‌شوند) برای سلامتی انسان ارائه نکرد. با این حال، توصیه می‌شود که مطالعات تجربی آینده با دقت بیشتری در طراحی آزمایش‌ها، به‌ویژه در زمینه‌ی دزیمتری و کنترل دما، انجام شوند. همچنین، مطالعات اپیدمیولوژیک آینده باید به‌طور مداوم اثرات بلندمدت این امواج بر سلامت جمعیت را مورد بررسی قرار دهند.
مطالعات مختلفی به بررسی اثرات قرار گرفتن نمونه‌های خون کامل انسان یا موش، لنفوسیت‌ها و لوکوسیت‌ها در معرض امواج میلی‌متری با توان کم (MMWs) پرداخته‌اند تا امکان ایجاد آسیب ژنتیکی (ژنوتوکسیسیتی) را تعیین کنند. برخی از این مطالعات، اثرات احتمالی MMWs بر ناهنجاری‌های کروموزومی را بررسی کرده‌اند. در سطوح مواجهه کمتر از حدود تعیین‌شده توسط ICNIRP، نتایج متناقض بوده است؛ به‌طوری‌که برخی از مطالعات افزایش معنادار آماری را نشان داده‌اند.
در حالی که برخی دیگر هیچ افزایش معناداری را گزارش نکرده‌اند.
از آنجا که امواج میلی‌متری از پوست عبور نمی‌کنند، سلول‌های اپیتلیال و پوستی به‌عنوان مدل‌های رایج برای بررسی اثرات احتمالی ژنوتوکسیک استفاده شده‌اند. آسیب DNA در انواع مختلف سلول‌های اپیتلیال و پوستی با استفاده از آزمون‌های کامت و در پارامترهای مختلف مواجهه، هم در سطوح کمتر و هم بالاتر از حدود ICNIRP بررسی شده است.با وجود تنوع مدل‌ها و روش‌های مورد استفاده، شواهد آماری معناداری از آسیب DNA در این مطالعات یافت نشده است.
در سال ۲۰۱۱، آژانس بین‌المللی تحقیقات سرطان (IARC) اعلام کرد که امواج الکترومغناطیسی (EMF) "احتمالاً" برای انسان سرطان‌زا هستند. این طبقه‌بندی توسط ۳۰ دانشمند از ۱۴ کشور تعیین شد. تا به امروز، بیشتر مطالعات بر روی ارتباط احتمالی بین امواج الکترومغناطیسی و سرطان مغز متمرکز بوده‌اند، اما نتایج این مطالعات متناقض بوده است. به‌عنوان مثال، یک بررسی تحقیقاتی در سال ۲۰۱۷ نشان داد که تابش امواج الکترومغناطیسی از تلفن‌های همراه با نوعی تومور مغزی به نام گلیوما مرتبط است. از سوی دیگر، یک مطالعه در سال ۲۰۱۸ ارتباط روشنی بین امواج الکترومغناطیسی با فرکانس بالا و تومورهای مغزی پیدا نکرد.
بنابراین، مطالعات بیشتری برای تعیین این‌که آیا فرکانس 5G می‌تواند در ایجاد سرطان نقش داشته باشد، مورد نیاز است.

### زیست محیطی
علاوه بر نگرانی‌های بهداشتی، تأثیر زیست‌محیطی فناوری 5G نیز مورد بررسی قرار گرفته است. استقرار زیرساخت‌های اضافی، از جمله دکل‌های کوچک سلولی، برای پشتیبانی از شبکه 5G نگرانی‌هایی را در مورد مصرف انرژی و زباله‌های الکترونیکی ایجاد کرده است. با این حال، افزایش بهره‌وری انرژی شبکه‌های 5G نسبت به نسل‌های قبلی می‌تواند به‌طور بالقوه این نگرانی‌ها را کاهش دهد. علاوه بر این، تلاش‌هایی در حال انجام است تا اطمینان حاصل شود که استقرار و بازیافت مسئولانه برای به حداقل رساندن ردپای زیست‌محیطی انجام می‌شود.
شما می‌توانید اقدامات شخصی برای اطمینان از حداقل قرار گرفتن در معرض تشعشعات الکترومغناطیسی انجام دهید. فاصله گرفتن یکی از روش‌های مؤثر برای کاهش قرار گرفتن در معرض تشعشعات بی‌سیم، از جمله 5G است. دور ماندن از دکل‌های مخابراتی و زیرساخت‌های 5G می‌تواند به‌طور قابل‌توجهی سطح قرار گرفتن در معرض تشعشعات را کاهش دهد. علاوه بر این، استفاده از ابزارهای هندزفری مانند هدفون یا اسپیکر برای تماس‌های تلفنی می‌تواند قرار گرفتن سر در معرض تشعشعات را محدود کند. کاهش استفاده از دستگاه‌های بی‌سیم زمانی که موردنیاز نیستند و اطمینان از فاصله داشتن آن‌ها از بدن هنگام استفاده نیز بسیار مهم است.
در نهایت، آگاهی از آخرین تحقیقات و پیروی از دستورالعمل‌های تعیین‌شده توسط سازمان‌های نظارتی می‌تواند اطمینان خاطر ایجاد کرده و به افراد کمک کند تصمیمات آگاهانه‌ای بگیرند. 
در مورد خطرات احتمالی تشعشعات 5G تحقیقات همچنان ادامه دارد و نظرات مختلفی در این زمینه وجود دارد. بهتر است پیش از اتخاذ هرگونه تصمیم، اطلاعات خود را از منابع معتبر به دست آورید و با پزشک یا متخصص مشورت کنید.